# SageMath
SageMath, vroeger bekend als Sage, is een softwaretoepassing die vele aspecten beslaat van de wiskunde, onder andere algebra, combinatoriek, numerieke wiskunde en analyse.
Het doel dat de ontwikkelaars van SageMath voor ogen hebben is het creëren van een "opensourcealternatief voor Magma, Maple, Mathematica en MATLAB". De eerste versie van Sage kwam op 24 februari 2005 uit.